# 층밀림

층밀림 힘(전단력)과 유체의 흐름

층밀림(shearing) 또는 엇밀기, 가위질 또는 전단(剪斷)에 대해 설명한다.
크기가 같고 방향이 서로 반대되는 힘들이 어떤 물체에 대해서 동시에 서로 작용할 때 그 대상 물체 내에서 면(面)을 따라 평행하게 작용하는 힘을 층밀림 힘(shear force, 전단력)이라 하고, 이때 그 대상이 전단력에 영향받는 현상을 층밀림이라고 한다.
가위로 잘리는 종이의 절단면(切斷面)을 예로 들수있다.
특히 유체 역학에서는 "쏠림현상"이라고도 한다.

## 층밀림 변형력
{\displaystyle \tau ={F \over A}}
{\displaystyle \tau =} 층밀림 변형력(shear stress, 전단 응력)
{\displaystyle F=} 작용 힘
{\displaystyle A=} 작용 면적
충격에 영향을받지 않는 정도에 따른 단단한 둥근 막대에서 생성되는 최대 층밀림 변형력은 다음 식으로 주어진다.
{\displaystyle \tau ={\sqrt {2UG \over V}}}
{\displaystyle U=} 운동에너지 변화율
{\displaystyle G=} 층밀림 탄성률(shear modulus, 전단 탄성 계수)
{\displaystyle V=} 부피

## 유체의 층밀림 힘
고체 경계를 따라 움직이는 실제 유체(액체 및 가스 포함)는 경계에서 층밀림 변형력을 발생시킨다. 미끄러움이 없는 조건은 경계에서 유체의 속도가 0인 것을 나타낸다. 그러나 경계로부터 일정 높이에서 점점 유속은 유체의 속도와 동일해간다.
{\displaystyle \tau (y)=\mu {\frac {\partial u}{\partial y}}}
{\displaystyle \mu } 점성 계수
{\displaystyle u} 유속(유체의 속도)
{\displaystyle y} 높이
{\displaystyle {{\partial u} \over {\partial y}}} 전단변형률

## 행렬
데카르트 좌표 (x, y)의 2D 공간 (유속 성분은 (u, v) 임)을 고려하면 전단 응력 행렬은 다음과 같다.
{\displaystyle {\begin{pmatrix}\tau _{xx}&\tau _{xy}\\\tau _{yx}&\tau _{yy}\end{pmatrix}}={\begin{pmatrix}x{\frac {\partial u}{\partial x}}&0\\0&-t{\frac {\partial v}{\partial y}}\end{pmatrix}}}
뉴턴 유체 흐름을 나타낸다. 실제로는 다음과 같이 표현할 수 있다.
{\displaystyle {\begin{pmatrix}\tau _{xx}&\tau _{xy}\\\tau _{yx}&\tau _{yy}\end{pmatrix}}={\begin{pmatrix}x&0\\0&-t\end{pmatrix}}\cdot {\begin{pmatrix}{\frac {\partial u}{\partial x}}&{\frac {\partial u}{\partial y}}\\{\frac {\partial v}{\partial x}}&{\frac {\partial v}{\partial y}}\end{pmatrix}}}
즉 점도 텐서를 갖는 비등방성 유동
{\displaystyle {\begin{pmatrix}\mu _{xx}&\mu _{xy}\\\mu _{yx}&\mu _{yy}\end{pmatrix}}={\begin{pmatrix}x&0\\0&-t\end{pmatrix}}}
(공간 좌표에 따라 다름) 과도 현상이지만, 유속과 관련이 없다.
{\displaystyle \mathbf {\mu } (x,t)={\begin{pmatrix}x&0\\0&-t\end{pmatrix}}}
따라서 이 흐름은 뉴턴 식이다. 한편, 점도가
{\displaystyle {\begin{pmatrix}\mu _{xx}&\mu _{xy}\\\mu _{yx}&\mu _{yy}\end{pmatrix}}={\begin{pmatrix}{\frac {1}{u}}&0\\0&{\frac {1}{u}}\end{pmatrix}}}
일때, 점도는 유속에 의존하기 때문에 비뉴턴 유체(non-Newtonian fluid)이다. 이 비뉴튼 유체는 등방성(행렬은 단위 행렬에 비례함)이므로 점도는 단순히 스칼라이다.
{\displaystyle \mu (u)={\frac {1}{u}}}

## 같이 보기
- 마찰력
- 연속체 역학
- 변형력(stress, 응력)
- 층밀림 변형력(shear stress, 전단 응력)
- 층밀림 힘(shear force, 전단력)
- 층밀림 비율(shear rate, 전단율)

## 참조
- 유체역학(Fundamentals of fluid mechanics, Wiley,Bruce R. Munson,Donald F.Young,Theodore H.Okiishi,5thEdition)
- 수질환경(2013,세진사,공저-이종혁,이의현,김선태)